# Tanztheater Homunculus
Das Tanztheater Homunculus (TTH) ist eine Tanzcompany, die 1981 von dem Wiener Choreografen Manfred Aichinger gegründet wurde. Gemeinsam mit Nikolaus Selimov leitete er die Company Homunculus bis zu ihrer Auflösung mit dem 30-jährigen Bestehen im Jahr 2011.

## Geschichte
In den 1980er Jahren war Manfred Aichinger künstlerischer Leiter die meisten Produktionen von homunculus. Nikolaus Selimov choreografierte ab 1992 ebenfalls für die Company. Ab dem Ende der 1990er Jahre arbeitete das Ensemble auch regelmäßig mit Gastchoreografen zusammen.
Die einzelnen Stücke entstanden zumeist auf Basis intensiver Improvisations- und research Phasen im Zusammenspiel von Tänzern und Choreograf. Ab 2003 wirkte das Tanztheater Homunculus auch im Bereich des Kinder- und Jugendtheaters.
Die 1990er Jahre waren die produktivste Phase der Company. Neben regelmäßigen Gastspielen an Wiener Theatern wurden zahlreiche „neue Räume“ aufgespürt und spezifische künstlerische Konzepte für diese entwickelten. Mehr als 50 Vorstellungen pro Saison, Aufführungsserien mit bis zu 24 Vorstellungen, die jeweils ca. 3000 Besucher hatten stehen für diese Dekade, die dem Zeitgenössischen Tanz in Wien das bislang größte Interesse entgegenbrachte. Das Repertoire der Company Homunculus umfasste im Jahr 2011 43 Choreographien,
Seit der Jahrtausendwende veränderten sich auch die Produktionsbedingungen für den Zeitgenössischen Tanz radikal und zum Nachteil von Tänzern und Choreografen.
Die Company hatte keine eigene Spielstätte und gastierte daher an zahlreichen Wiener Spielstätten (u. a. dietheater Künstlerhaus, Odeon, WUK, KosmosTheater, Dschungel Wien, Theater Brett, Volksoper Wien, Wiener Staatsoper, Theater an der Wien). Homunculus trat auch als Eigenveranstalter in Erscheinung und bespielte Räume, die nicht für Theater bestimmt sind (u. a. Kunsthistorisches Museum Wien, Siemens Forum Wien, HALLE 1030, Semper Depot, Sonnenuhrhaus Schönbrunn, Salle de bal des Französischen Kulturinstituts Wien, Neustifthalle). Im Rahmen von Auslandgastspielen trat die Company in Deutschland, Italien, Luxemburg, Russland, Serbien, Slowakei, Tschechien, USA und Zypern auf.
Seit der Saison 2002/2003 wurden nationale und internationale Gastchoreographen eingeladen, unter anderem Nikolaus Adler, Bernd Roger Bienert, Nicole Caccivio, Elena Lupták und Andrea Stotter, die für Uraufführungen der Company Homunculus sorgten.

## Budget
Die Theaterarbeit sowie die Infrastruktur des Tanztheater Homunculus wurden im Zeitraum 1983–2011 von der Kulturabteilung der Stadt Wien und dem Bundesministerium für Unterricht, Kunst und Kultur subventioniert. Prozentual setzte sich das Budget der Company im Gesamtzeitraum aus 66,8 % Förderungen der Stadt Wien, 23 % Eigenleistung, 8,7 % Förderungen des BM für Unterricht, Kunst und Kultur und 1,5 % Sponsoren zusammen.

## Tanzvermittlung
Das Tanztheater Homunculus organisierte Unterricht für Tanzbegeisterte aller Altersstufen, Vorausbildungsprogramme für angehende Profis und Initiativen in den Bereichen Nachwuchsförderung, Publikumsbetreuung, Sommertanzwochen, Lehrerfortbildungen und Schulprojekte.
1987 gründete die Company DAS STUDIO. Zentrum für Modernen Ausdruckstanz im 9. Bezirk in Wien. Unter der Leitung von Manfred Aichinger und Silvia Auer wurde ein Proben- und Unterrichtszentrum geschaffen. Das Studio, in dem Kurse angeboten wurden, wurde von 2004 bis Juni 2012 im Proberaum der Company unter dem Namen tanz.raum.homunculus weitergeführt.

## Proberaum Homunculus
Von 1995 bis Juni 2012 leitete das Tanztheater Homunculus im 2. Bezirk in Wien den Proberaum Homunculus, im Gebäude der ehemaligen Roland Bühne. In diesem Trainings- und Probenzentrum wurde auch die Förderung der jungen Choreografen-Generation durch Residency Programme (u. a. Tanz-Theater-Labor 1995/96) intensiviert. Der Proberaum wurde von zahlreichen Tanzschaffenden für research, Proben und Präsentationen intensiv genutzt. Die Organisation des Proberaumes leitete von 2004 bis 2012 von Sonja Haupt.

## Kulturpolitische Tätigkeit
Für das intensive kulturpolitische Engagement von homunculus und Nikolaus Selimov stehen unter anderem die Initiative für ein spartenspezifisches Fördergremium (Tanzbeirat) an der Kulturabteilung der Stadt Wien (1990), die Tätigkeit als Vorstand der IG Freie Theaterarbeit und der Berufsvereinigung für Moderne Tanzpädagogik (seit 1996), die Mitarbeit in der Arbeitsgruppe Tanz an der Kulturabteilung der Stadt Wien (1995/96) und die Leitung der Wiener ChoreografInnen Plattform (1997–2000).

## Produktionen (Auswahl)

### Choreografie von Manfred Aichinger
- 1983 Pas de deux,  UA VHS Stöbergasse, Wien
- 1984 K.M.,  UA Theater Brett, Wien
- 1985 Colitis, UA Neukirchen/Großvenedige
- 1985 Galerie der Irrtümer, UA Theater Brett, Wien
- 1985 Der Kongreß tanzt, UA Theater an der Wien
- 1987 Die letzte Nacht in Cannes – Gedankenbilder für Klaus Mann, UA Theater Brett,
- 1987 Die fünf Jahreszeiten, UA Theater Brett
- 1987 Wiener Totentanz, UA Michaeler Kirche Wien (im Rahmen von Aschermittwoch der Künstler)
- 1988 Glückliche Tage, UA Theater Brett (Auftragswerk für das Tanzfestival TANZ '88)
- 1987 Elektra, UA dietheater Künstlerhaus Wien
- 1990 Die Tür – Für Rosalia Chladek, UA Wiener Staatsoper (im Rahmen der Matinee 85. Geburtstag von Rosalia Chladek)
- 1990 …und doch tragen sie den Winter in den Köpfen, UA Foyer Jugendstiltheater, Baumgartner Höhe Wien
- 1992 in der stille, UA dietheater Künstlerhaus
- 1992 Schlachthof für Engel, UA dietheater Künstlerhaus Wien (nach dem Roman „Menschenkind“ von Josef Winkler)
- 1992 Stadträume/Choreographierte Photographie, Idee Manfred Aichinger, Fotoausstellung von Michael Zechany, Salle de bal des Französischen Kulturinstituts Wien
- 1993 … durch die Nacht,  UA Kunsthistorisches Museum Wien
- 1993 Jacqueline du Pré – Eine Turnstunde, UA dietheater Künstlerhaus Wien
- 1994 Im Treibhaus,  UA Sonnenuhrhaus Schönbrunn, Wien
- 1996 How to Kick Silence,  UA Semper Depot Wien
- 1996 Vernetzung, UA Siemens Forum Wien (im Rahmen der Eröffnung des Siemens Forum)
- 1997 Sommerfrische und andere Ausflüchte,  Regie Günther Mörtl, UA dietheater Künstlerhaus Wien
- 1997 Future has just begun, UA ICC Berlin
- 1998 EISBERG, UA dietheater Künstlerhaus Wien
- 1998 [dialog://virtuell], UA Siemens Forum Wien
- 1998 nature morte: rimbaud – verlaine,  Regie Günther Mörtl, UA Salle de bal des Französischen Kulturinstitutes Wien
- 1999 Odysseia,  Musikalische Leitung Herwig Reiter, UA Konzerthaus Wien (im Rahmen vom Festival HÖRGÄNGE)
- 1999 Kalinichta Charon,  Regie Günther Mörtl, UA Stadttheater Passau  (im Rahmen vom Festival Europäische Wochen Passau)
- 2000 »GATE 7«,  UA Palais Lichtenstein, Wien
- 2001 Historia von D.Johann Fausten, Oper von Alfred Schnittke, Produktion der Neuen Oper Wien, Choreografie Manfred Aichinger, Tänzer der Company Homunculus, Sofien Säle Wien
- 2001 Visionen, Koproduktion mit dem Klavierduo Kutrowatz,  Kulturzentrum Eisenstadt
- 2002 Do you hear the touch of time?,  UA Halle 1030, Wien
- 2003 beGIERde,  UA Volksoper Wien (im Rahmen von Dance Barock!)
- 2003 Alles Gelogen,  UA Tanzquartier Wien, Halle G
- 2004 Auf dem Weg ins gelobte Land,  UA KosmosTheater Wien
- 2004 Nachtherbergen,  UA Salvatorkirche Passau (im Rahmen vom Festival Europäische Wochen Passau)
- 2005 Alles Gelogen 2,  WUK Wien
- 2006 Fragile – Variation,  UA Festspielhaus St. Pölten (im Rahmen von Hanna Berger Retouchings)
- 2006 Wiener Küche, UA Neustifthalle Wien
- 2007 Auf den Dächern von St. Petersburg,  UA Stadttheater Passau (im Rahmen vom Festival Europäische Wochen Passau)
- 2008 Folien der Erinnerung, UA Proberaum Homunculus (im Rahmen von Mindmapping 1020, Tänzerische Wege der Erinnerung und der Gegenwart)
- 2010 DIE opheliaMASCHINE,  UA KosmosTheater

### Choreografie von Nikolaus Selimov
- 1995 Oh, it's Vienna!, UA dietheater Künstlerhaus Wien
- 1992 Schlachthof für Engel, UA dietheater Künstlerhaus Wien (nach dem Roman „Menschenkind“ von Josef Winkler)
- 1993 Jacqueline du Pré – Eine Turnstunde, UA dietheater Künstlerhaus Wien
- 1997 Stimmen toter Freunde, UA dietheater Künstlerhaus, Wien
- 1998 EISBERG, UA dietheater Künstlerhaus Wien
- 1998 [dialog://virtuell], UA Siemens Forum Wien
- 1998 Noch 382 Tage … warum?, UA Odeon, Wien
- 2000 now oder nie!, UA Semper Depot, Wien
- 2001 … an den Grenzen, UA Semper Depot, Wien
- 2003 n.n., UA Semper Depot, Wien
- 2006 Wiener Küche, UA Neustifthalle Wien
- 2008 Folien der Erinnerung, UA Proberaum Homunculus (im Rahmen von Mindmapping 1020, Tänzerische Wege der Erinnerung und der Gegenwart)

### Weitere Choreografien
- 2002 rien ne va plus, Choreografie von Nikolaus Adler, UA Halle 1030, Wien
- 2003 Stell Dir vor, Choreografie von Karin Steinbrugger, UA dietheater Künstlerhaus, Wien (im Rahmen von Szene Bunte Wähne Tanzfestival)
- 2004 Red caps / Rotkäppchen reloaded, Choreografie von Karin Steinbrugger, UA Dschungel Wien (im Rahmen von Szene Bunte Wähne Tanzfestival)
- 2004 par terre / Bruchstücke, Choreografien von Elena Luptak und Nicole Berndt-Caccivio, UA KosmosTheater Wien
- 2004 placebo?, Choreografie von Andrea Stotter, UA WUK Wien
- 2005 Alzburg:Eutopa, Choreografie von Berndt R. Bienert, UA Semper Depot, Wien
- 2006 Giftige Flügel, Choreografie von Karin Steinbrugger, UA Dschungel Wien
- 2008 Fight Night, Choreografie von Karin Steinbrugger und Martina Haager, UA Dschungel Wien
- 2008 oedipus is complex, Choreografie von Nikolaus Adler, UA Odeon Wien (im Rahmen von Berührungen: Tanz vor 1938 – Tanz von heute)
- 2009 my secret / my fear, Choreografie von Karin Steinbrugger, UA Dschungel Wien
- 2010 Jennifer, Choreografie von Nikolaus Adler, UA Odeon Wien

## Preise und Auszeichnungen

### Manfred Aichinger
- 1985 Er ist Träger des Christl-Zimmerl-Preis (für die Choreografie „Der Kongreß tanzt“).
- 1986 Die Redaktion des Jahrbuch Ballett wählte ihn zum Meistversprechenden Nachwuchschoreografen.
- 1997 Die Leser der Zeitschrift Bühne wählten Manfred Aichinger zum Beliebtesten jungen Choreografen.
- 2003 Er ist Träger des Spezialpreis der Jury des Österreichischen Tanzproduktionspreises[6].
- Die Kulturredaktion des ORF wählte die Choreografie Elektra von ihm zum Kunststück des Monats.

### Nikolaus Selimov
- 1997 Er ist Träger des den O.E.Hasse-Preis der Akademie der Künste Berlin (für die Choreografie „Stimmen toter Freunde“).
- 2003 Er ist Träger des Spezialpreis der Jury des Österreichischen Tanzproduktionspreises[7].

### Ensemblemitglieder
- 1986 Die Redaktion des Jahrbuch Ballett nannte Markus Kurat unter Beste Leistung eines Nachwuchstänzers.
- 1990 Preis für Kunst und Kultur aus dem Adolf-Schärf-Fonds zur Förderung von Wissenschaft und Kunst für das Ensemble.

### Prämien des BM für Unterricht, Kunst und Kultur für die Produktionen
- 1987 Die letzte Nacht in Cannes
- 1988 Glückliche Tage
- 1990 Elektra
- 1991 ...und doch tragen sie den Winter in den Köpfen
- 1995 Oh, it’s Vienna!
- 1997 Sommerfrische und andere Ausflüchte
- 2002 Do you hear the touch of time?
- 2003 rien ne va plus  von Gastchoreograf Nikolaus Adler
- 2008 Fight Night  von Karin Steinbrugger und Martina Haager[8]

### Prämien der Kulturabteilung der Stadt Wien für die Produktionen
- 1984 K.M.
- 1987 Die letzte Nacht in Cannes
- 1988 Glückliche Tage
- 1990 Elektra